# Gruvsjön, Östergötland
Gruvsjön är en sjö i Åtvidabergs kommun i Östergötland och ingår i Söderköpingsåns huvudavrinningsområde. Sjön har en area på 0,108 kvadratkilometer och ligger 81 meter över havet.

## Delavrinningsområde
Gruvsjön ingår i det delavrinningsområde (646278-151193) som SMHI kallar för Inloppet i Risten. Medelhöjden är 86 meter över havet och ytan är 27,68 kvadratkilometer. Det finns inga avrinningsområden uppströms utan avrinningsområdet är högsta punkten. Avrinningsområdets utflöde Söderköpingsån (Gusumsån) mynnar i havet. Avrinningsområdet består mestadels av skog (53 procent), öppen mark (14 procent) och jordbruk (27 procent). Avrinningsområdet har 0,83 kvadratkilometer vattenytor vilket ger det en sjöprocent på 3 procent.